# John Thomson
John Thomson (28 de gener de 1909 - 5 de setembre de 1931) fou un futbolista escocès de la dècada de 1930.
Fou internacional amb la selecció d'Escòcia. Pel que fa a clubs, defensà els colors del Celtic.
Va morir després d'un xoc accidental amb el jugador del Rangers FC Sam English durant un partit d'Old Firm a Ibrox amb només 22 anys.
El 2008 fou inclòs a l'Scottish Football Hall of Fame.